# Španělsko na Letních olympijských hrách 2008
Španělsko se účastnilo Letní olympiády 2008. Zastupovalo ho 284 sportovců (163 mužů a 121 žen) v 29 sportech.

## Medailisté
| Medaile | Jméno | Sport                   | Soutěž                          |
| ------- | --- | ----------------------- | ------------------------------- |
| Zlato   | Samuel Sánchez | Cyklistika              | Muži silniční závod jednotlivci |
| Zlato   | Joan Llaneras | Cyklistika              | Muži bodovací závod             |
| Zlato   | Rafael Nadal | Tenis                   | mužská dvouhra                  |
| Zlato   | Fernando Echavarri Antón Paz Blanco | Jachting                | třída Tornado                   |
| Zlato   | Saúl Craviotto Carlos Pérez | Kanoistika              | muži K2 500 metrů               |
| Stříbro | Iker Martínez Xabier Fernández | Jachting                | třída 49er                      |
| Stříbro | Anabel Medinaová Garriguesová Virginia Ruanová Pascualová | Tenis                   | ženská čtyřhra                  |
| Stříbro | Gervasio Deferr | Sportovní gymnastika    | Muži prostná                    |
| Stříbro | Joan Llaneras Antonio Tauler | Cyklistika              | Muži Madison                    |
| Stříbro | Andrea Fuentes Gemma Mengual | Synchronizované plavání | Ženy dvojice                    |
| Stříbro | David Cal | Kanoistika              | muži C1 500 metrů               |
| Stříbro | David Cal | Kanoistika              | muži C1 1000 metrů              |
| Stříbro | Alba María Cabello Raquel Corral Andrea Fuentes Gemma Mengual Thaïs Henríquez Laura López Gisela Morón Irina Rodríguez Paola Tirados                                                                                     | Synchronizované plavání | Ženy družstvo                   |
| Stříbro | David Alegre Ramón Alegre Pablo Amat Eduard Arbos Francisco Cortes Sergi Enrique Alex Fabregas Francisco Fábregas Juan Fernandez Santi Freixa Rodrigo Garza Roc Oliva Xavier Ribas Albert Sala Víctor Sojo Eduardo Tubau | Pozemní hokej           | turnaj mužů                     |
| Stříbro | José Calderón Rudy Fernández Jorge Garbajosa Marc Gasol Pau Gasol Carlos Jiménez Raúl López Álex Mumbrú Juan Carlos Navarro Felipe Reyes Berni Rodríguez Ricky Rubio                                                     | Basketbal               | Turnaj mužů                     |
| Bronz   | José Luis Abajo | Šerm                    | Muži kord - jednotlivci         |
| Bronz   | Leire Olaberría | Cyklistika              | Ženy bodovací závod             |
| Bronz   | David Barrufet Jon Belaustegui David Davis Alberto Entrerrios Raul Entrerrios Ruben Garabaya Juan Garcia Jose Javier Hombrados Demetrio Lozano Cristian Malmagro Carlos Prieto Albert Rocas Iker Romero Víctor Tomás     | Házená                  | Turnaj mužů                     |